# Martín Benítez
Martín Nicolás Benítez (Posadas, 17 de junho de 1994) é um futebolista argentino que atua como meia-atacante. Atualmente atua no Goiás.

## Carreira

### Independiente
Martín Benítez se profissionalizou no Independiente em 2011, e foi um dos principais jogadores da equipe na campanha vitoriosa da Copa Sul-americana de 2017.

### Vasco da Gama
No dia 27 de fevereiro de 2020, o Vasco oficializou a contratação de Martín Benítez, que chegou do Independiente por empréstimo até o fim do ano, com opção de contrato em definitivo, adquirindo 60% dos direitos econômicos, por 4 milhões de dólares.
Marcou seu primeiro gol pelo cruzmaltino na vitória por 2 a 1 sobre o Goiás no Estádio da Serrinha, válida pela Copa do Brasil. O gol de Benítez levou a partida para a disputa de pênaltis, vencida pelo clube carioca, classificando a equipe de Benítez para a próxima fase da competição.
Com a camisa cruzmaltina, o meia se destacou, mas teve uma passagem comprometida por problemas físicos, desfalcando o time em várias partidas. Benitez retornou ao Independiente em dezembro de 2020, após o clube não chegar a um acordo com o Vasco, que pretendia prorrogar o seu empréstimo. Em janeiro de 2021, os clubes voltaram as negociações e resolveram o impasse. Benitez se reapresentou ao Vasco em 12 de janeiro, tendo o empréstimo renovado até o fim de junho.
Recebeu o prêmio Bola de Prata de gol mais bonito do Campeonato Brasileiro 2020, com seu gol de bicicleta diante do Atlético MG.

### São Paulo
Em 23 de março de 2021, o Vasco da Gama confirmou a saída de Benítez ao São Paulo.
Fez seu 1° gol com a camisa do São Paulo em 20 de abril de 2021, na vitória por 3 a 0 sobre Sporting Cristal, válido pela 1a rodada da fase de grupos da Libertadores.
Teve uma atuação de destaque na partida contra a Ferroviária pelas quartas de final do Paulistão 2021, na qual o Tricolor do Morumbi venceu a partida por 4 a 2, com Benítez dando duas assistências para os gols de Pablo e Igor Vinícius.
Ao fim do Campeonato Paulista de 2021, Benítez foi selecionado como o melhor jogador e para a seleção do torneio.
Em 23 de junho, Benítez fez seu 2º gol pelo São Paulo contra o Cuiabá, num empate de 2x2.
Em 4 de agosto, o argentino fez um gol de fora da área contra seu ex-clube, o Vasco da Gama, pela Copa do Brasil na vitória do Tricolor por 2x1 sobre o clube cruzmaltino.
Em 10 de novembro, Benítez se destacou ao marcar um belíssimo gol de falta contra o Fortaleza no minuto 48' do segundo tempo do jogo, empatando a partida em 1x1 e garantindo 1 ponto para o São Paulo.
Benítez sofreu muito com lesões na temporada 2021, o que fez o atleta jogar menos jogos que o esperado. Alguns dias depois do final do Campeonato Brasileiro, o São Paulo anunciou que não renovaria o empréstimo do meia argentino, fazendo assim com que Benítez voltasse ao Independiente após o fim de seu vínculo com o clube paulista.

### Grêmio
No dia 5 de janeiro de 2022, o Grêmio anunciou a contratação do jogador até o fim de 2022, vindo por empréstimo do Independiente. Fez sua estreia pela equipe tricolor no dia 6 de Fevereiro de 2022, na partida contra o Guarany de Bagé valida pela 4º rodada do Campeonato Gaúcho daquele ano.

### América Mineiro
Em 25 de julho de 2022, Martín Benítez foi anunciado oficialmente pelo América Mineiro, ele foi contratado por empréstimo até o fim do ano. Em 31 de julho de 2022, Benítez fez sua estreia pelo América, na vitória por 3 a 1 sobre o Avaí, pela 20ª rodada do Campeonato Brasileiro.
 Marcou seu primeiro gol na derrota por 2 a 1 para o Palmeiras, em 10 de novembro, no Allianz Parque, em São Paulo. Jogo válido pelo Campeonato Brasileiro.
A temporada de Benítez terminou bem, visto que, deu assistências e participou ativamente das partidas, assim terminou o ano com 15 jogos e um gol.
Com boas atuações, Benítez foi contratado pelo América Mineiro, com o contrato até 2025.

## Seleção Argentina
Benítez foi convocado para a disputa do Sul-Americano e do Mundial sub-17 em 2011.

## Títulos
Independiente
- Copa Sul-Americana: 2017
- Copa Suruga Bank: 2018

São Paulo
- Campeonato Paulista: 2021

Grêmio
- Campeonato Gaúcho: 2022
- Recopa Gaúcha: 2022

### Prêmios individuais
- Seleção do Campeonato Paulista: 2021[10]
- Craque da galera do Campeonato Paulista: 2021
- Craque do Campeonato Paulista: 2021